# Tetralycosa arabanae
Tetralycosa arabanae är en spindelart som beskrevs av Framenau, Gotch och Austin 2006. Tetralycosa arabanae ingår i släktet Tetralycosa och familjen vargspindlar.
Artens utbredningsområde är Sydaustralien. Inga underarter finns listade i Catalogue of Life.